# Buckshot (Arizona)
Buckshot es un lugar designado por el censo ubicado en el condado de Yuma en el estado estadounidense de Arizona. En el Censo de 2010 tenía una población de 153 habitantes y una densidad poblacional de 184,61 personas por km².

## Geografía
Buckshot se encuentra ubicado en las coordenadas 32°44′25″N 114°28′59″O / 32.74028, -114.48306. Según la Oficina del Censo de los Estados Unidos, Buckshot tiene una superficie total de 0.83 km², de la cual 0.78 km² corresponden a tierra firme y (5.62%) 0.05 km² es agua.

## Demografía
Según el censo de 2010, había 153 personas residiendo en Buckshot. La densidad de población era de 184,61 hab./km². De los 153 habitantes, Buckshot estaba compuesto por el 92.16% blancos, el 0.65% eran afroamericanos, el 3.27% eran amerindios, el 0% eran asiáticos, el 0% eran isleños del Pacífico, el 1.96% eran de otras razas y el 1.96% pertenecían a dos o más razas. Del total de la población el 29.41% eran hispanos o latinos de cualquier raza.